# Xenie
Xenie er et botanisk udtryk for det fænomen, at støvkornet ved bestøvningen influerer på frugtdele uden for kimroden, især frøhviden.
| Botanik | Spire Denne botanikartikel er en spire som bør udbygges. Du er velkommen til at hjælpe Wikipedia ved at udvide den. |